# Matilde Gironella Escuder
Matilde Gironella Escuder (n. 12 de enero de 1899 en Figueras - f. 5 de agosto de 1979 en Barcelona) fue una pintora y escritora española de diversos géneros bajo el seudónimo de Ilde Gir entre 1930 y 1971.Como ella su hija María Teresa Romagosa fue ilustradora, y sus hija Matilde Romagosa y su hijo José Romagosa fueron escritores.

## Biografía
Matilde Gironella y Escuder nació el 12 de enero de 1899 en Figueras, Gerona, Cataluña, España, aunque residió casi toda su vida en Barcelona. Casada con José Romagosa, sus hijos siguieron sus pasos, María Teresa Romagosa que fue ilustradora, y Matilde Romagosa y José Romagosa fueron escritores.
Pintora e ilustradora, comenzó escribiendo novelas rosas y más tarde cuentos infantiles, algunos ilustrados por ella misma, aunque también escribió libros educativos. Especialmente popular fue su serie de libros protagonizados por Marialí. 
Falleció a los 80 años, el 5 de agosto de 1979 en Barcelona.

### Como Ilde Gir

#### Novela rosa
- Las nietas de los Walbrought	(1930)
- Su ideal	(1931)
- El amor de Isabel	(1933)
- Cuatro hombres en una vida	(1936)
- El idilio de Mayré	(1941)
- Pícaro amor	(1942)
- Y al fin... la boda	(1943)

#### Cuentos infantiles

##### Serie Marialí
1. Marialí	(1940)
2. Otra vez Marialí	(1947)
3. Primita Lídia	(1949)
4. Adiós Marialí	(1952)
5. Las peripecias de Anina	(1953)
6. Lilí, la ahijada del colegio	(1958)

##### Serie Gentileza
1. Gentileza	(1947)
2. Regina	(1959)

##### Novelas independientes
- Emma y María	(1941)
- La tacita de plata	(1941)
- Como hermanitas	(1942)
- José-Andrés	(1950)
- Luy, el pajecillo	(1950)
- Pulgarcito	(1952)
- Blanca y sus vecinitos	(1953)
- ¡No!	(1955)
- Javier	(1955)
- Elenita en la casa gris	(1956)
- La novela de un muchacho	(1956)
- Medianita	(1957)
- Retal	(1957)
- Tremenda Yola	(1957)
- Leyla	(1958)
- Mi amiguita Esther	(1958)
- Mina	(1958)
- La ilusión de Cly	(1959)
- El milagro de Fátima	(1961)
- Monaguilla	(1961)
- ¡Sue, no me hablo contigo!	(1962)
- Aquí está Linda	(1962)
- Feita (Una monada de niña)	(1962)
- Aquella niña insignificante	(1963)
- Bettina	(1964)
- Tía Adelina	(1964)
- Lis propone... y los ladrones disponen	(1965)
- Schubert	(1966)
- Marta y Martita	(1967)
- Solito	(1971)
- El párroco de Castellet

##### Antología
- Narraciones para niños	(1960)

#### Libros educativos
- El libro de la recién casada: Normas para la dicha en el hogar	(1952)
- El libro de la niña buena	(1955)
- Soltera sí, pero no solterona	(1963)